# 反俄狄浦斯
《反俄狄浦斯：资本主义与精神分裂》（法語：Capitalisme et schizophrénie. L'anti-Œdipe）是法國哲学家吉尔·德勒兹與心理学家菲力斯·伽塔利于1972年合作出版的一本書，美国版序言由米歇尔·福柯所写。它是《资本主义与精神分裂》的第一卷，第二卷为《千高原》。
德勒兹和伽塔利在这本书中进行了对欲望与现实（特别是与资本主义社会）的关系，这些分析涉及到心理学，经济学，社会和历史等多个领域。他们概述了以无意识为基础的唯物主义精神病学及其与社会和生产过程的关系，并提出欲望生产的概念（与他们另外两个概念欲望机器和无器官的身体密切相关）。同时他们也在这部书中对西格蒙德·弗洛伊德所提出之精神分析进行批判，并着重于其中的俄狄浦斯情结进而展开到精神分析理论中的其他部分。此外，他们还通过“原始”，“亚细亚生产方式”和“资本主义生产关系”等概念对马克思主义至关重要的历史唯物主义理论进行了发展和重构。以及作为二人合作的重要批判性实践理论，精神分裂分析也在这部书中首次被阐发而出，现在这个概念，一般被用作与经典精神分析的区别研究以及后结构與后现代主义的个性文化及心理研究。通过这部书的努力，二人将社会科学与分析心理学分别推向了「后结构主义」及「精神分裂分析学」的新高度。
《反俄狄浦斯》出版之时便在学界引起了巨大的轰动并随之成为一部名著，就和利奥塔出版于1974年的著作《力比多经济》一样，它被视为是欲望的微观-政治论述中的关键文本。尽管“精神分裂分析”出于多种原因被认为是存在缺陷的——包括德勒兹和伽塔利对精神分裂症的解放性主张——但它同时也被认为摧毁了法国20世纪70年代在学界流行的拉康主义运动。